# Kristofer Hivju
Kristofer Hivju (IPA: krɪˈstɔ̀fːər ˈhɪ̂vjʉː; Oslo, 1978. december 7. –) norvég színész. 
Legismertebb szerepei Óriásölő Tormund az HBO Trónok harca című sorozatában, illetve Connor Rhodes a Halálos iramban 8. című filmben.

## Élete és pályafutása
Oslóban született, Erik Hivju és Lieselotte Holmene színészek gyermekeként. Isabelle Nanty színésznő unokatestvére.
2004-ben diplomázott a Russian Academy of Theatre Arts tanulójaként.

## Magánélete
Gry Molvær Hivju házastársa, két lányuk született: Noor (2007) és Sylja (2008).

## Filmográfia

### Film
| Év   | Magyar cím              | Eredeti cím               | Szerep                    | Magyar hang        | Rendező(k)                   |
| ---- | ----------------------- | ------------------------- | ------------------------- | ------------------ | ---------------------------- |
| 2008 | Embervadászat           | Manhunt                   | férfi / férfi a kávézóban |                    | Patrik Syversen              |
| 2011 | A dolog                 | The Thing                 | Jonas                     | Renácz Zoltán      | Matthijs van Heijningen, Jr. |
| 2013 | A Föld után             | After Earth               | biztonsági főnök          | Zámbori Soma       | M. Night Shyamalan           |
| 2014 | Az eltűnés sorrendjében | In Order of Disappearance | Stig Erik „Strike” Smith  |                    | Hans Petter Moland           |
| 2014 | Lavina                  | Force Majeure             | Mats                      |                    | Ruben Östlund                |
| 2014 | Sarkköri mentőexpedíció | Operation Arctic          | Fangstmann                |                    | Grethe Bøe-Waal              |
| 2014 |                         | The World Is Waiting      | ismeretlen szerep         |                    | Mariken Halle                |
| 2015 |                         | The Wendy Effect          | Percy                     |                    | Ole Endresen                 |
| 2016 | Az utolsó király        | The Last King             | Torstein Skevla           | Schneider Zoltán   | Nils Gaup                    |
| 2017 | Halálos iramban 8.      | The Fate of the Furious   | Connor Rhodes             | Sarádi Zsolt       | F. Gary Gray                 |
| 2020 | Lejtmenet               | Downhill                  | Michel                    | Varga Rókus        | Nat Faxon                    |
| 2020 | Lejtmenet               | Downhill                  | Michel                    | Varga Rókus        | Jim Rash                     |
| 2023 | Kokainmedve             | Cocaine Bear              | Olaf                      | Makranczi Zalán    | Elizabeth Banks              |
| 2024 |                         | Distant                   | Dwayne                    |                    | Josh Gordon és Will Speck    |
| 2024 | A hullahó-akció         | Red One                   | Krampusz                  | Ifj. Jászai László | Jake Kasdan                  |

### Televízió
| Év        | Magyar cím        | Eredeti cím          | Szerep               | Megjegyzések                               |
| --------- | ----------------- | -------------------- | -------------------- | ------------------------------------------ |
| 2001      |                   | Fox Grønland         | Jim Olsen            | 2 epizód                                   |
| 2006      |                   | Melonas              | N/A                  |                                            |
| 2007      |                   | Six Like Us          | bárvendég            | 2 epizód                                   |
| 2007      |                   | Largest of All       | Ben                  | 6 epizód                                   |
| 2013      |                   | The Games            | szakértő kommentátor | 1 epizód                                   |
| 2013–2019 | Trónok harca      | Game of Thrones      | Óriásölő Tormund     | 33 epizód                                  |
| 2014      |                   | Lilyhammer           | Tormod               | 1 epizód                                   |
| 2016–     |                   | Beck                 | Steinar Hovland      |                                            |
| 2017      | Az Oroszlán őrség | The Lion Guard       | Kenge (hangja)       | 1 epizód                                   |
| 2019      |                   | Twin                 | Adam & Erik          | 8 epizód                                   |
| 2020      | Kacsamesék        | DuckTales            | Jormungandr (hangja) | 1 epizód                                   |
| 2021      | Vaják             | The Witcher          | Nivellen             | - 1 epizód - magyar hangja: - Barát Attila |
| 2024      | Úriemberek        | The Gentlemen        | Florian de Groot     | 2 epizód                                   |
| 2024      |                   | Twilight of the Gods | Andvari (hangja)     | 6 epizód                                   |

## Fordítás
- Ez a szócikk részben vagy egészben  a   Kristofer Hivju című angol Wikipédia-szócikk fordításán alapul.  Az eredeti cikk szerkesztőit annak laptörténete sorolja fel. Ez a jelzés csupán a megfogalmazás eredetét és a szerzői jogokat jelzi, nem szolgál a cikkben szereplő információk forrásmegjelöléseként.